# Louis Freeland Post
Pour les articles homonymes, voir Freeland (homonymie).
Louis Freeland Post, 15 novembre 1849 - 11 janvier 1928, est un essayiste américain.

## Biographie
Il fut responsable du Bureau of Immigration, dépendant du Secrétaire au Travail des États-Unis.

## Thèses
Dans son livre, Mass" Deception: The Catholic Bishops' Plot to Destroy the Mass, il accuse la franc-maçonnerie d'infiltrations dans l'Église catholique et suppose son contrôle au plus au niveau.

## Publications
- The Chinese Exclusion Act (1901)
- Ethics of Democracy (1903)
- The Prophet Of San Francisco (1904)
- Our Advancing Postal Censorship (1905)
- Ethical Principles of Marriage and Divorce (1906)
- Social Service (1909)
- The Open Shop and the Closed Shop (1912)
- Trusts, Good and Bad (1914)
- Financing the War (1917)
- Why We are at War (1917)
- The Deportations Delirium of Nineteen-Twenty: A Personal Narrative of an Historic Official Experience (NY, 1923), reissued:  (ISBN 0306718820), 1410205533
- What is the Single Tax? (1926)
- The Basic Facts of Economics: A Common-sense Primer for Advanced Students (2nd edition, 1918)
- The Prophet of San Francisco: Personal Memories & Interpretations of Henry George
- Henry George's 1886 Campaign: An Account of the George-Hewitt Campaign in the New York Municipal Election of 1886
- Mass" Deception: The Catholic Bishops' Plot to Destroy the Mass